# Séries éliminatoires de la Coupe Stanley 1989
Année précédente Année suivante
Les séries éliminatoires de la Coupe Stanley 1989 font suite à la saison 1988-1989 de la Ligue nationale de hockey. Les Flames de Calgary remportent le trophée en battant en finale les Canadiens de Montréal sur le score de 4 matchs à 2.

## Arbre de qualification
|  | Demi-finales de Division     | Demi-finales de Division | Demi-finales de Division |   |                        | Finales de Division    | Finales de Division | Finales de Division |  |    | Finales d'Association | Finales d'Association | Finales d'Association |  |    | Finale de la Coupe Stanley | Finale de la Coupe Stanley | Finale de la Coupe Stanley |
|  |                              |                          |                          |   |                        |                        |                     |                     |  |    |                       |                       |                       |  |    |                            |                            |                            |
|  | A1                           | Canadiens de Montréal    | 4                        |   |                        |                        |                     |                     |  |    |                       |                       |                       |  |    |                            |                            |                            |
|  | A4                           | Whalers de Hartford      | 0                        |   |                        |                        |                     |                     |  |    |                       |                       |                       |  |    |                            |                            |                            |
|  | A4                           | Whalers de Hartford      | 0                        |   | A1                     | Canadiens de Montréal  | 4                   |                     |  |    |                       |                       |                       |  |    |                            |                            |                            |
|  |                              |                          |                          |   | A1                     | Canadiens de Montréal  | 4                   |                     |  |    |                       |                       |                       |  |    |                            |                            |                            |
|  |                              | A2                       | Bruins de Boston         | 1 |                        |                        |                     |                     |  |    |                       |                       |                       |  |    |                            |                            |                            |
|  | A2                           | A2                       | Bruins de Boston         | 1 | Bruins de Boston       | 4                      |                     |                     |  |    |                       |                       |                       |  |    |                            |                            |                            |
|  | A2                           |                          |                          |   | Bruins de Boston       | 4                      |                     |                     |  |    |                       |                       |                       |  |    |                            |                            |                            |
|  | A3                           | Sabres de Buffalo        | 1                        |   |                        |                        |                     |                     |  |    |                       |                       |                       |  |    |                            |                            |                            |
|  | A3                           | Sabres de Buffalo        | 1                        |   |                        |                        |                     |                     |  | A1 | Canadiens de Montréal | 4                     |                       |  |    |                            |                            |                            |
|  | Association Prince de Galles |                          |                          |   |                        |                        |                     |                     |  | A1 | Canadiens de Montréal | 4                     |                       |  |    |                            |                            |                            |
|  |                              | P4                       | Flyers de Philadelphie   | 2 |                        |                        |                     |                     |  |    |                       |                       |                       |  |    |                            |                            |                            |
|  | P1                           | P4                       | Flyers de Philadelphie   | 2 | Capitals de Washington | 2                      |                     |                     |  |    |                       |                       |                       |  |    |                            |                            |                            |
|  | P1                           |                          |                          |   | Capitals de Washington | 2                      |                     |                     |  |    |                       |                       |                       |  |    |                            |                            |                            |
|  | P4                           | Flyers de Philadelphie   | 4                        |   |                        |                        |                     |                     |  |    |                       |                       |                       |  |    |                            |                            |                            |
|  | P4                           | Flyers de Philadelphie   | 4                        |   | P4                     | Flyers de Philadelphie | 4                   |                     |  |    |                       |                       |                       |  |    |                            |                            |                            |
|  |                              |                          |                          |   | P4                     | Flyers de Philadelphie | 4                   |                     |  |    |                       |                       |                       |  |    |                            |                            |                            |
|  |                              | P2                       | Penguins de Pittsburgh   | 3 |                        |                        |                     |                     |  |    |                       |                       |                       |  |    |                            |                            |                            |
|  | P2                           | P2                       | Penguins de Pittsburgh   | 3 | Penguins de Pittsburgh | 4                      |                     |                     |  |    |                       |                       |                       |  |    |                            |                            |                            |
|  | P2                           |                          |                          |   | Penguins de Pittsburgh | 4                      |                     |                     |  |    |                       |                       |                       |  |    |                            |                            |                            |
|  | P3                           | Rangers de New York      | 0                        |   |                        |                        |                     |                     |  |    |                       |                       |                       |  |    |                            |                            |                            |
|  | P3                           | Rangers de New York      | 0                        |   |                        |                        |                     |                     |  |    |                       |                       |                       |  | A1 | Canadiens de Montréal      | 2                          |                            |
|  |                              |                          |                          |   |                        |                        |                     |                     |  |    |                       |                       |                       |  | A1 | Canadiens de Montréal      | 2                          |                            |
|  |                              | S1                       | Flames de Calgary        | 4 |                        |                        |                     |                     |  |    |                       |                       |                       |  |    |                            |                            |                            |
|  | N1                           | S1                       | Flames de Calgary        | 4 | Red Wings de Détroit   | 2                      |                     |                     |  |    |                       |                       |                       |  |    |                            |                            |                            |
|  | N1                           |                          |                          |   | Red Wings de Détroit   | 2                      |                     |                     |  |    |                       |                       |                       |  |    |                            |                            |                            |
|  | N4                           | Blackhawks de Chicago    | 4                        |   |                        |                        |                     |                     |  |    |                       |                       |                       |  |    |                            |                            |                            |
|  | N4                           | Blackhawks de Chicago    | 4                        |   | N4                     | Blackhawks de Chicago  | 4                   |                     |  |    |                       |                       |                       |  |    |                            |                            |                            |
|  |                              |                          |                          |   | N4                     | Blackhawks de Chicago  | 4                   |                     |  |    |                       |                       |                       |  |    |                            |                            |                            |
|  |                              | N2                       | Blues de Saint-Louis     | 1 |                        |                        |                     |                     |  |    |                       |                       |                       |  |    |                            |                            |                            |
|  | N2                           | N2                       | Blues de Saint-Louis     | 1 | Blues de Saint-Louis   | 4                      |                     |                     |  |    |                       |                       |                       |  |    |                            |                            |                            |
|  | N2                           |                          |                          |   | Blues de Saint-Louis   | 4                      |                     |                     |  |    |                       |                       |                       |  |    |                            |                            |                            |
|  | N3                           | North Stars du Minnesota | 1                        |   |                        |                        |                     |                     |  |    |                       |                       |                       |  |    |                            |                            |                            |
|  | N3                           | North Stars du Minnesota | 1                        |   |                        |                        |                     |                     |  | N4 | Blackhawks de Chicago | 1                     |                       |  |    |                            |                            |                            |
|  | Association Campbell         |                          |                          |   |                        |                        |                     |                     |  | N4 | Blackhawks de Chicago | 1                     |                       |  |    |                            |                            |                            |
|  |                              | S1                       | Flames de Calgary        | 4 |                        |                        |                     |                     |  |    |                       |                       |                       |  |    |                            |                            |                            |
|  | S1                           | S1                       | Flames de Calgary        | 4 | Flames de Calgary      | 4                      |                     |                     |  |    |                       |                       |                       |  |    |                            |                            |                            |
|  | S1                           |                          |                          |   | Flames de Calgary      | 4                      |                     |                     |  |    |                       |                       |                       |  |    |                            |                            |                            |
|  | S4                           | Canucks de Vancouver     | 3                        |   |                        |                        |                     |                     |  |    |                       |                       |                       |  |    |                            |                            |                            |
|  | S4                           | Canucks de Vancouver     | 3                        |   | S1                     | Flames de Calgary      | 4                   |                     |  |    |                       |                       |                       |  |    |                            |                            |                            |
|  |                              |                          |                          |   | S1                     | Flames de Calgary      | 4                   |                     |  |    |                       |                       |                       |  |    |                            |                            |                            |
|  |                              | S2                       | Kings de Los Angeles     | 0 |                        |                        |                     |                     |  |    |                       |                       |                       |  |    |                            |                            |                            |
|  | S2                           | S2                       | Kings de Los Angeles     | 0 | Kings de Los Angeles   | 4                      |                     |                     |  |    |                       |                       |                       |  |    |                            |                            |                            |
|  | S2                           |                          |                          |   | Kings de Los Angeles   | 4                      |                     |                     |  |    |                       |                       |                       |  |    |                            |                            |                            |
|  | S3                           | Oilers d'Edmonton        | 3                        |   |                        |                        |                     |                     |  |    |                       |                       |                       |  |    |                            |                            |                            |

## Détails des matchs

### Demi-finales de division

#### Division Adams

##### Montréal contre Hartford
| 5 avril | Canadiens de Montréal | 6-2 | Whalers de Hartford |  |

| 6 avril | Canadiens de Montréal | 3-2 | Whalers de Hartford |  |

| 8 avril | Whalers de Hartford | 4-5 (pr) | Canadiens de Montréal |  |

| 9 avril | Whalers de Hartford | 3-4 | Canadiens de Montréal |  |

##### Boston contre Buffalo
| 5 avril | Bruins de Boston | 0-6 | Sabres de Buffalo |  |

| 6 avril | Bruins de Boston | 5-3 | Sabres de Buffalo |  |

| 8 avril | Sabres de Buffalo | 2-4 | Bruins de Boston |  |

| 9 avril | Sabres de Buffalo | 2-3 | Bruins de Boston |  |

| 11 avril | Bruins de Boston | 4-1 | Sabres de Buffalo |  |

#### Division Patrick

##### Washington contre Philadelphie
| 5 avril | Capitals de Washington | 3-2 | Flyers de Philadelphie |  |

| 6 avril | Capitals de Washington | 2-3 | Flyers de Philadelphie |  |

| 8 avril | Flyers de Philadelphie | 3-4 (pr) | Capitals de Washington |  |

| 9 avril | Flyers de Philadelphie | 5-2 | Capitals de Washington |  |

| 11 avril | Capitals de Washington | 5-8 | Flyers de Philadelphie |  |

| 13 avril | Flyers de Philadelphie | 4-3 | Capitals de Washington |  |

##### Pittsburgh contre Rangers de New York
| 5 avril | Penguins de Pittsburgh | 3-1 | Rangers de New York |  |

| 6 avril | Penguins de Pittsburgh | 7-4 | Rangers de New York |  |

| 8 avril | Rangers de New York | 4-5 (pr) | Penguins de Pittsburgh |  |

| 9 avril | Rangers de New York | 3-4 | Penguins de Pittsburgh |  |

#### Division Norris

##### Détroit contre Chicago
| 5 avril | Red Wings de Détroit | 3-2 | Blackhawks de Chicago |  |

| 6 avril | Red Wings de Détroit | 4-5 (pr) | Blackhawks de Chicago |  |

| 8 avril | Blackhawks de Chicago | 4-2 | Red Wings de Détroit |  |

| 9 avril | Blackhawks de Chicago | 3-2 | Red Wings de Détroit |  |

| 11 avril | Red Wings de Détroit | 6-4 | Blackhawks de Chicago |  |

| 13 avril | Blackhawks de Chicago | 7-1 | Red Wings de Détroit |  |

##### Saint-Louis contre Minnesota
| 5 avril | Blues de Saint-Louis | 4-3 (pr) | North Stars du Minnesota |  |

| 6 avril | Blues de Saint-Louis | 4-3 (pr) | North Stars du Minnesota |  |

| 8 avril | North Stars du Minnesota | 3-5 | Blues de Saint-Louis |  |

| 9 avril | North Stars du Minnesota | 5-4 | Blues de Saint-Louis |  |

| 11 avril | Blues de Saint-Louis | 6-1 | North Stars du Minnesota |  |

#### Division Smythe

##### Calgary contre Vancouver
| 5 avril | Flames de Calgary | 3-4 (pr) | Canucks de Vancouver |  |

| 6 avril | Flames de Calgary | 5-2 | Canucks de Vancouver |  |

| 8 avril | Canucks de Vancouver | 0-4 | Flames de Calgary |  |

| 9 avril | Canucks de Vancouver | 5-3 | Flames de Calgary |  |

| 11 avril | Flames de Calgary | 4-0 | Canucks de Vancouver |  |

| 13 avril | Canucks de Vancouver | 6-3 | Flames de Calgary |  |

| 15 avril | Flames de Calgary | 4-3 (pr) | Canucks de Vancouver |  |

##### Los Angeles contre Edmonton
| 5 avril | Kings de Los Angeles | 3-4 | Oilers d'Edmonton |  |

| 6 avril | Kings de Los Angeles | 5-2 | Oilers d'Edmonton |  |

| 8 avril | Oilers d'Edmonton | 4-0 | Kings de Los Angeles |  |

| 9 avril | Oilers d'Edmonton | 4-3 | Kings de Los Angeles |  |

| 11 avril | Kings de Los Angeles | 4-2 | Oilers d'Edmonton |  |

| 13 avril | Oilers d'Edmonton | 1-4 | Kings de Los Angeles |  |

| 15 avril | Kings de Los Angeles | 6-3 | Oilers d'Edmonton |  |

### Finales de division

#### Association Prince de Galles

##### Montréal contre Boston
| 17 avril | Canadiens de Montréal | 3-2 0-1, 2-0, 1-1 | Bruins de Boston | Forum de Montréal 17 909 spectateurs |

| Feuille de match | Feuille de match | Feuille de match    | Feuille de match                                                        | Feuille de match |
| ---------------- | --- | ------------------- | ----------------------------------------------------------------------- | ---------------- |
|                  | Courtnall (Robinson, Smith) — 23 min 42 s Keane (Smith, Naslund) — 38 min 37 s Lemieux (McPhee, Skrudland) — 40 min 46 s | 0-1 1-1 2-1 3-1 3-2 | 4 min 39 s — Carter (Neely, Shoebottom) 55 min 57 s — Sweeney (Thelven) |                  |
| Roy              | Gardiens | Moog                |                                                                         |                  |
| 8 min            | Pénalités | 2 min               |                                                                         |                  |
| 15               | Tirs | 28                  |                                                                         |                  |

| 19 avril | Canadiens de Montréal | 3-2 (pr) 1-0, 0-1, 1-1, 1-0 | Bruins de Boston | Forum de Montréal 17 905 spectateurs |

| Feuille de match | Feuille de match | Feuille de match    | Feuille de match                                                               | Feuille de match |
| ---------------- | --- | ------------------- | ------------------------------------------------------------------------------ | ---------------- |
|                  | Lemieux (Chelios, Walter) — 6 min 36 s Gilchrist (Richer, Robinson) — 53 min 48 s Smith (Courtnall, Chelios) — 72 min 24 s | 1-0 1-1 1-2 2-2 3-2 | 30 min 56 s — Joyce (Janney, Neufeld) 42 min 43 s — Burridge (Wesley, Sweeney) |                  |
| Roy              | Gardiens | Lemelin             |                                                                                |                  |
|                  | |                     |                                                                                |                  |
| 41               | Tirs | 29                  |                                                                                |                  |

| 21 avril | Bruins de Boston | 4-5 1-0, 2-2, 2-2 | Canadiens de Montréal | 14 448 spectateurs |

| Feuille de match | Feuille de match | Feuille de match                    | Feuille de match | Feuille de match |
| ---------------- | --- | ----------------------------------- | --- | ---------------- |
|                  | Joyce (Neufeld, Galley) — 34 min 9 s Joyce (Bourque) — 37 min 52 s Janney (Neufeld, Joyce) — 43 min 13 s Neely (Thelven, Janney) — 50 min 45 s | 0-1 0-2 0-3 1-3 2-3 3-3 3-4 4-4 4-5 | 4 min 6 s — Richer (Courtnall, Robinson) 21 min 59 s — Naslund (Robinson, Dufresne) 33 min 32 s — Svoboda (Naslund, Smith) 45 min 27 s — McPhee (Svoboda, Lemieux) 53 min 52 s — Courtnall (Walter, Robinson) |                  |
| Lemelin          | Gardiens | Roy                                 | |                  |
|                  | |                                     | |                  |
| 26               | Tirs | 28                                  | |                  |

| 23 avril | Bruins de Boston | 3-2 1-0, 2-1, 0-1 | Canadiens de Montréal | 14 448 spectateurs |

| Feuille de match | Feuille de match                                                                                        | Feuille de match    | Feuille de match                                                   | Feuille de match         |
| ---------------- | --- | ------------------- | ------------------------------------------------------------------ | ------------------------ |
|                  | Burridge (Thelven, Sweeney) — 16 min 28 s Neely (Brickley) — 34 min 54 s Thelven (Crowder) — 35 min 1 s | 1-0 1-1 2-1 3-1 3-2 | 23 min 57 s — Courtnall 40 min 12 s — Skrudland (Lemieux, Chelios) | Arbitrage : Moog Hayward |
| Moog             | Gardiens                                                                                                | Hayward             |                                                                    | Arbitrage : Moog Hayward |
|                  | |                     |                                                                    | Arbitrage : Moog Hayward |
| 27               | Tirs | 16                  |                                                                    | Arbitrage : Moog Hayward |

| 25 avril | Canadiens de Montréal | 3-2 0-1, 2-0, 1-1 | Bruins de Boston | Forum de Montréal 17 909 spectateurs |

| Feuille de match | Feuille de match | Feuille de match    | Feuille de match                                                | Feuille de match |
| ---------------- | --- | ------------------- | --------------------------------------------------------------- | ---------------- |
|                  | Chelios (Skrudland, McPhee) — 24 min 13 s Corson (Gainey, Chelios) — 29 min 50 s Richer (Gainey, Corson) — 44 min 14 s | 0-1 1-1 2-1 3-1 3-2 | 15 min 37 s — Joyce (Janney) 47 min 31 s — Joyce (Janney, Moog) |                  |
| Roy              | Gardiens | Moog                |                                                                 |                  |
|                  | |                     |                                                                 |                  |
| 27               | Tirs | 24                  |                                                                 |                  |

##### Pittsburgh contre Philadelphie
| 17 avril | Penguins de Pittsburgh | 4-3 | Flyers de Philadelphie |  |

| 19 avril | Penguins de Pittsburgh | 2-4 | Flyers de Philadelphie |  |

| 21 avril | Flyers de Philadelphie | 3-4 | Penguins de Pittsburgh |  |

| 23 avril | Flyers de Philadelphie | 4-1 | Penguins de Pittsburgh |  |

| 25 avril | Penguins de Pittsburgh | 10-7 | Flyers de Philadelphie |  |

| 27 avril | Flyers de Philadelphie | 6-2 | Penguins de Pittsburgh |  |

| 29 avril | Penguins de Pittsburgh | 1-4 | Flyers de Philadelphie |  |

#### Association Clarence Campbell

##### Saint-Louis contre Chicago
| 18 avril | Blues de Saint-Louis | 1-3 | Blackhawks de Chicago |  |

| 20 avril | Blues de Saint-Louis | 5-4 | Blackhawks de Chicago |  |

| 22 avril | Blackhawks de Chicago | 5-2 | Blues de Saint-Louis |  |

| 24 avril | Blackhawks de Chicago | 3-2 | Blues de Saint-Louis |  |

| 26 avril | Blues de Saint-Louis | 2-4 | Blackhawks de Chicago |  |

##### Calgary contre Los Angeles
| 18 avril | Flames de Calgary | 4-3 (pr) | Kings de Los Angeles |  |

| 20 avril | Flames de Calgary | 8-3 | Kings de Los Angeles |  |

| 22 avril | Kings de Los Angeles | 2-5 | Flames de Calgary |  |

| 24 avril | Kings de Los Angeles | 3-5 | Flames de Calgary |  |

### Finales d'association

#### Montréal contre Philadelphie
| 1er mai | Canadiens de Montréal | 1-3 | Flyers de Philadelphie |  |

| 3 mai | Canadiens de Montréal | 3-0 | Flyers de Philadelphie |  |

| 5 mai | Flyers de Philadelphie | 1-5 | Canadiens de Montréal |  |

| 7 mai | Flyers de Philadelphie | 0-3 | Canadiens de Montréal |  |

| 9 mai | Canadiens de Montréal | 1-2 (pr) | Flyers de Philadelphie |  |

| 11 mai | Flyers de Philadelphie | 2-4 | Canadiens de Montréal |  |

#### Calgary contre Chicago
| 2 mai | Flames de Calgary | 3-0 | Blackhawks de Chicago |  |

| 4 mai | Flames de Calgary | 2-4 | Blackhawks de Chicago |  |

| 6 mai | Blackhawks de Chicago | 2-5 | Flames de Calgary |  |

| 8 mai | Blackhawks de Chicago | 1-2 (pr) | Flames de Calgary |  |

| 10 mai | Flames de Calgary | 3-1 | Blackhawks de Chicago |  |

### Finale de la Coupe Stanley
| 14 mai | Flames de Calgary | 3-2 | Canadiens de Montréal |  |

| 17 mai | Flames de Calgary | 2-4 | Canadiens de Montréal |  |

| 19 mai | Canadiens de Montréal | 4-3 (2 pr) | Flames de Calgary |  |

| 21 mai | Canadiens de Montréal | 2-4 | Flames de Calgary |  |

| 23 mai | Flames de Calgary | 3-2 | Canadiens de Montréal |  |

| 25 mai | Canadiens de Montréal | 2-4 | Flames de Calgary |  |

Les Flames de Calgary gagnent la finale de la Coupe Stanley contre les Canadiens de Montréal sur le score de 4 matchs à 2. C'est la dernière finale 100 % canadienne de l'histoire de la ligue. Al MacInnis des Flames de Calgary finit meilleur pointeur des séries avec 7 buts et 24 passes décisives pour 31 minutes de pénalités en 22 matchs.